# 新垂井駅
新垂井駅（しんたるいえき）は、かつて岐阜県不破郡垂井町大石にあった、日本国有鉄道東海道本線の駅（廃駅）である。
かつて東海道本線大垣駅 - 関ケ原駅間の迂回線にあった駅である。この線路は下り列車専用であり、停車する列車も下り列車のみであった。1986年（昭和61年）11月1日のダイヤ改正時に廃止された。

## 歴史

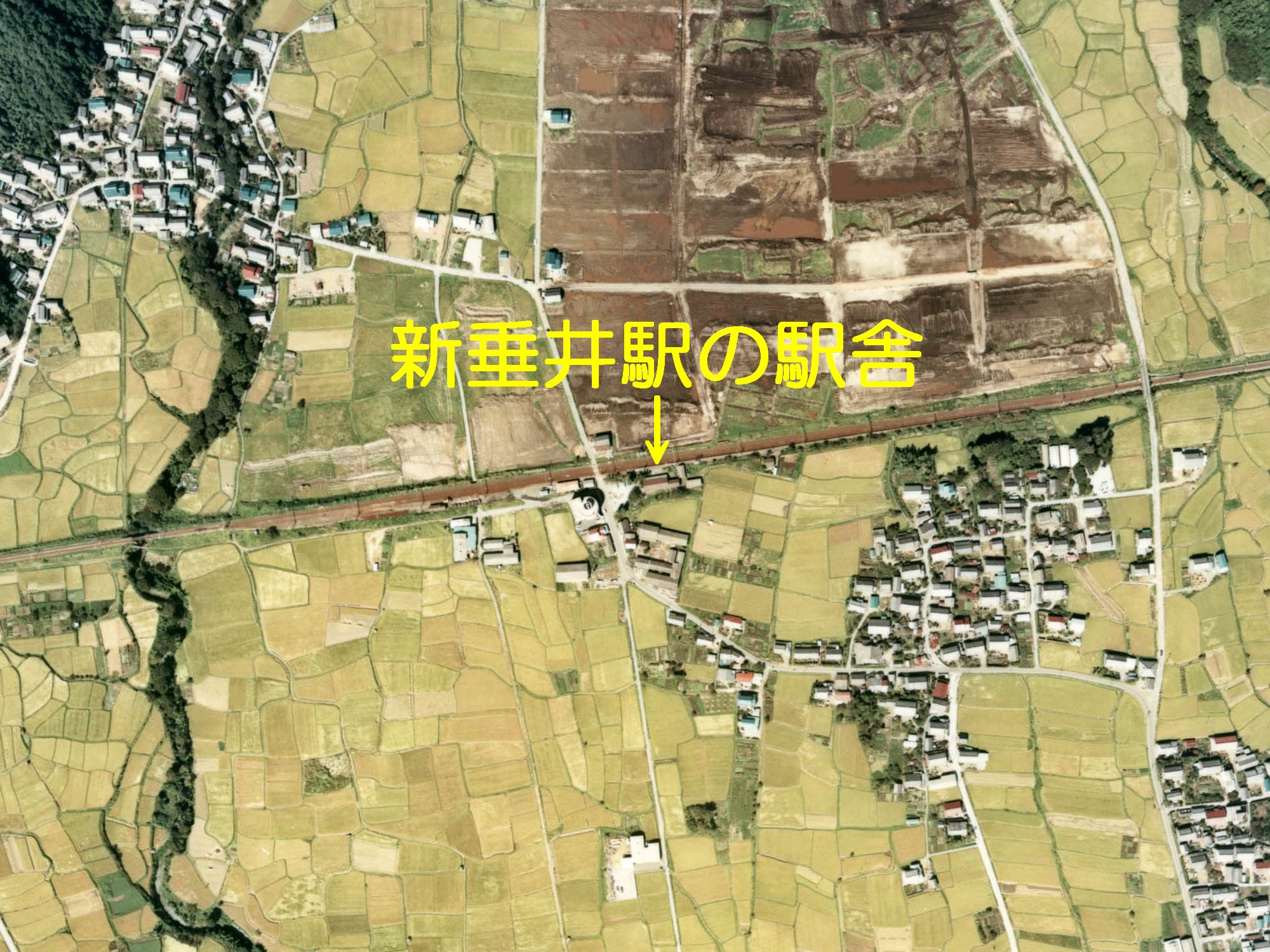
新垂井駅上空写真

東海道本線には大垣駅 - 垂井駅 - 関ケ原駅間に最大25‰ (25/1000) の急勾配区間があるが、蒸気機関車時代にはそれを克服するため下り列車は大垣駅に一旦停車して補助機関車を連結する必要があり、牽引定数も限られた。太平洋戦争中の貨物列車の輸送力増強のため、下り列車専用の勾配緩和別線（最大10‰）を建設することとなり、その別線上に設けられたのが当駅である。この別線は垂井駅を通る下り線（通称：垂井線）と区別するため「新垂井線」と呼ぶことがある。そのため上り列車は設定されず、下り列車しか停車しなかった。垂井駅まで直線距離で約3 km離れていた。
当駅から上り方面（大垣駅方面）に行くには、いったん関ケ原駅まで行き、同駅で上り列車に乗り換える必要があり、逆に関ケ原駅以西（柏原駅方面）から当駅に行くにはいったん大垣駅まで上り列車で行って下り列車に乗り換える必要があった。そのためこれらの経路で乗車する場合は、運賃計算の特例が適用されていた（大回り乗車しても、新垂井 - 大垣、関ケ原 - 新垂井間は最短距離で運賃を計算）。
当駅の開業直後は、従来の垂井駅経由の下り線を撤去し、すべての下り普通列車が当駅経由になったものの利用者は少なく、逆に利用客が多い垂井駅は大垣方面からの列車がなくなったことでかえって不便となったことから、利用客救済のため垂井駅との間に連絡用の省営バス（府中線）を走らせた。だがそれでも不便さは解消されず、終戦後の1946年（昭和21年）に南荒尾信号場 - 垂井駅 - 関ケ原駅間に再び上下共用の単線（垂井線）を上り本線に並行して敷設し、下り列車に限って当駅経由と垂井駅経由双方の普通列車を運行した。しかし、次第に大半の下り普通列車が利用者の多い垂井駅を経由するようになり、当駅廃止直前のダイヤでは大垣発関ケ原方面行きの定期普通列車28本（平日1日）のうち、当駅に停車するのは6本のみという状況であった。乗客の流れとして、岐阜・名古屋方面に向かう乗客が多く、下り列車しか停車しない当駅を利用する乗客が1日平均8人と少なかったというのが、廃止の理由の一つである。廃止が決定した際、地元住民からは反対運動すら起きなかったという。
当駅廃止以降、この区間を運行する下り定期普通列車は、すべて垂井駅（垂井線）経由で運転されており、新垂井線を通る列車はなくなった。しかし、垂井線は線路等級が低く最高速度が 85 km/h に制限されていることから、下り列車は貨物列車のほかに特別急行列車も新垂井線を経由している。
駅廃止後も木造駅舎は残されていたが、1998年（平成10年）ごろに解体された。その後も敷地内は桜並木を含めそのままになっていたが、2014年（平成26年）にJR東海により整地がなされ、全ての木を伐採し公道からの立ち入りができないよう柵が設置された。ただ、現在もプラットホーム跡は残されており、踏切から確認できるほか、かつての側線の一部が保線機械の留置に転用されている。
駅跡地とは道路を挟んで向かい側にある安田医院の前に、かつて当地に駅があったことを伝える看板が2023年（令和5年）に設けられた。

### 年表
- 1944年（昭和19年）10月11日：東海道本線下り線供用開始と同時に開業。垂井駅 - 新垂井駅間省営自動車（府中線）運行開始[4]。
- 1972年（昭和47年）4月1日：荷物の取扱いを廃止[5]。無人駅となる[6]。
- 1986年（昭和61年）11月1日：廃止[2]。

## 駅構造
通過線（下り本線）と待避線（副本線）の2線があり、待避線に単式ホームが1面あった。廃止時点で大垣駅管理の無人駅だった。
| 番線 | 路線       | 方向 | 行先             |
| ---- | ---------- | ---- | ---------------- |
| 1    | 東海道本線 | 下り | 関ケ原・米原方面 |

### 配線図
| ← 大垣・ 名古屋方面 | 南荒尾信号場 - 関ケ原駅 構内配線略図 | → 米原方面 |
|                     | ↓ 美濃赤坂駅                         |            |
| 凡例 出典:          |                                      |            |

## 駅周辺
民家、病院、作業場などが点在。
平日の日中のみ垂井町巡回バスが運行されており、「安田医院前」バス停すぐ。かつては名阪近鉄バスが新垂井駅前まで路線バスを運行していたこともあった。

## 隣の駅
日本国有鉄道
東海道本線
■普通
大垣駅 →（南荒尾信号場） → 新垂井駅 → 関ケ原駅